# 小松市立安宅小学校
小松市立安宅小学校（こまつしりつ あたかしょうがっこう）は、石川県小松市安宅町安宅林にある公立小学校。

## 沿革
出典
- 1873年（明治6年）6月 - 安宅村小学校を勝楽寺に設置。
- 1874年（明治7年）4月 - 鶴ヶ島小学校・長崎小学校（本校・小島分校）が開校。
- 1875年（明治8年）1月 - 下牧小学校が開校。
- 1883年（明治16年）9月 - 長崎小学校と同小島分校、大島村小学校が統合し、礼由小学校と改称。
- 1941年（昭和16年）4月1日 - 国民学校令により、小松市立安宅国民学校と改称。
- 1944年（昭和19年） - 小島・安宅新の2国民学校統合。
- 1945年（昭和20年） - 教育後援会結成。
- 1946年（昭和21年） - 新校舎完成。
- 1947年（昭和22年）4月1日 - 学制改革により、小松市立安宅小学校と改称。PTA発足。
- 1948年（昭和23年）
  - 日付不明 - 運動場整備。
  - 6月28日 - 16時13分頃に発生した福井地震により、校舎破損。
- 1949年（昭和24年） - 事務職員配置。運動場整地。
- 1950年（昭和25年） - パン・ミルク給食開始。
- 1951年（昭和26年） - てんぐ山方面通学路設定。
- 1952年（昭和27年） - 校歌披露式挙行。
- 1954年（昭和29年） - 給水施設完成。
- 1960年（昭和35年） - 完全給食施設完備と完全給食開始。
- 1961年（昭和36年）- プール完成。
- 1962年（昭和37年） - 防音校舎建設委員会結成。
- 1963年（昭和38年） - 防音校舎第一期工事完成。
- 1964年（昭和39年） - 防音校舎第二期工事完成。
- 1965年（昭和40年） - 運動場側ブロック積み完成。
- 1966年（昭和41年） - 鼓笛隊編成。防音校舎第三期工事完成。
- 1969年（昭和44年） - 防音校舎第四期工事完成。
- 1970年（昭和45年） - 校旗新調。
- 1972年（昭和47年） - 促進学級二学級開設。校地西側南側境界線が決定。
- 1973年（昭和48年） - 防音講堂落成式挙行。百周年記念式典挙行。
- 1981年（昭和56年） - 新プール完成。
- 1982年（昭和57年） - 特別教室増築工事完了。
- 1985年（昭和60年） - 焼却炉新設。児童便所（1階北側）新設。
- 1986年（昭和61年） - 防音機能復旧工事（第一期建築校舎の内装工事）。
- 1987年（昭和62年） - 物置と校舎の分離工事完了。
- 1988年（昭和63年） - 校舎廊下の床リノリュウム張り完了。ランチルーム新設。百葉箱設置。
- 1989年（平成元年） - 視聴覚機器として、大型テレビ設置。なぎさ資料館開設。調理室設置。
- 1990年（平成2年） - 体育用具室新設。講堂背面幕更新。
- 1994年（平成6年） - 放送設備改修工事。印刷室棚新設。
- 1995年（平成7年） - 階段フロアー張り替え工事。電気配線工事（キュービクル分電盤）。
- 1996年（平成8年） - 校舎各教室等照明設備増設改修工事。
- 1997年（平成9年） - 校舎正面通路完全アスファルト舗装完成及び体育館外通路アスファルト舗装等環境整備事業実施。
- 1998年（平成10年） - 運動場北側周辺排水溝整備事業。
- 1999年（平成11年） - 階段防護柵・ネット設置。受水槽鉄筋補強。屋上庇モルタル及び児童玄関ポーチモルタル塗り替え。
- 2001年（平成13年） - 講堂建具復旧工事。
- 2002年（平成14年） - プール外側塗装。
- 2005年（平成17年） - 給水設備改修工事。
- 2010年（平成22年） - 校舎改築第一期工事がスタート。
- 2011年（平成23年） - 校舎改築第一期工事が完成し、第二期工事スタート。
- 2012年（平成24年） - 新校舎完成。
- 2013年（平成25年） - 落成式挙行。
- 2015年（平成27年） - 運動場改修工事。プール循環ろ過装置整備工事。
- 2017年（平成29年） - プール床塗装工事。
- 2018年（平成30年） - 小松市学校給食調理等業務委託開始。

## 通学区域
小松市立安宅中学校の通学区域と同じ。卒業生は基本的に同中学校に進学する。
- 小松市 安宅町、安宅新町、浮柳町、草野町、小島町、工業団地、下牧町（ニ・ホ）、鶴ケ島町、長崎町、羽衣町、浜佐美本町、坊丸町、義仲町

## 著名な卒業生
- 豊田陽平[3][4] - サッカー選手
- 八田知子[3] - 石川県議会議員

## 周辺
- 小松市立安宅中学校 - 南隣。小松市道を挟んで向かい合っている。
- 小松市西部地区体育館 - 南隣。敷地が安宅中学校に隣接。
- 木曽町会館
- 木曽町市営住宅
- 安宅の関址
- 安宅住吉神社
- 梯川
- 北陸自動車道 - ただし、インターチェンジは近くに無い。

## 交通
- 小松バス安宅線で、
  - 「安宅の関前」停留所から、徒歩約230m・約4分。
  - 「木曽町」停留所から、徒歩約320m・約5分。
- JR西日本北陸新幹線・IRいしかわ鉄道IRいしかわ鉄道線小松駅から、
  - 上述の小松バス安宅線に乗車し11分、「安宅の関」停留所下車後、徒歩。
  - 車で、約3.9km・約7分。
- 北陸自動車道小松ICから、梯川を渡って、車で約1.7km・約3分。
- 小松空港から、車で約2.6km・約5分。